# Bundesstraße 167
De Bundesstraße 167 (ook wel B167) is een bundesstraße in de Duitse deelstaat Brandenburg.
De B167 begint bij Wusterhausen en loopt langs de steden Neuruppin, Eberswalde, Bad Freienwalde en Wriezen naar Lebus bij de Poolse grens. De B167 is ongeveer 174 km lang.

## Routebeschrijving
De B167 begint bij in Buckwitz op een kruising de B5, kruist bij afrit Neurupin de A24 en loopt door Neuruppin naar Altruppin waar de B112 aansluit. De B167 loopt verder naar Herzberg,  Löwenberg waar ze samenloopt met de B96. De B167 loopt naar Falkenthal, hier sluit de B109 aan. De B109/B167 lopen samen door Liebenwalde naar  het gehucht Zerperschleuse waar de B108 afbuigt. De B167 kruist het Oder-Havelkanal. Vervolgens kruist ze bij afrit Finowfurt de A11. Men komt door Finowfurt en kruist nogmaals het Oder-Havelkanaal. Men komt de Finow en Eberswalde waar de B168 aansluit, door Falkemberg, Bad Freienwalde en kruist de B158. De B167 loopt langs Wriezen met een rondweg. Daar na komt men door Neuhardenberg en Gusow-Platkow en Seelow, hier loopt ze samen met de B1 en is ze de westelijke randweg van Seelow. De B167 eindigt bij Lebus op een rotonde met de B112, vlak bij de Poolse grens.
B1 · B2 · B4 · B5 · B75 · B76 · B77 · B87 · B96 · B96a · B96b · B97 · B101 · B102 · B103 · B104 · B105 · B106 · B107 · B108 · B109 · B110 · B111 · B112 · B112n · B113 · B115 · B122 · B156 · B158 · B166 · B167 · B168 · B169 · B179 · B182 · B183 · B187 · B188 · B189 · B190n · B191 · B192 · B193 · B194 · B195 · B196 · B197 · B198 · B199 · B200 · B201 · B202 · B203 · B204 · B205 · B206 · B207 · B208 · B209 · B246 · B320 · B321 · B404 · B430 · B431 · B432 · B434 · B435 · B495 · B501 · B502 · B503